# Like an Ever Flowing Stream
Like an Ever Flowing Stream — дебютный студийный альбом шведской дэт-метал-группы Dismember, выпущенный 28 мая 1991 года на лейбле Nuclear Blast. Название, вероятно, отсылает к библейской Книге пророка Амоса (5:24): «Let justice roll down like waters, and righteousness like an ever-flowing stream».
Альбом является знаковым и «эталонным» образцом шведской дэт-метал сцены, завершив формирование её фирменного тяжёлого и перегруженного звучания, которое заложили Entombed на своём дебютном альбоме Left Hand Path. Like an Ever Flowing Stream получил положительные отзывы от музыкальной прессы и впоследствии многократно включался в ретроспективные списки «Лучших метал-альбомов 1991 года» и считается одним из величайших альбомов в своём жанре.

## Список композиций
Слова и музыка всех песен — Dismember.
| №                   | Название                          | Длительность |
| ------------------- | --------------------------------- | ------------ |
| 1.                  | «Override of the Overture»        | 5:15         |
| 2.                  | «Soon to Be Dead»                 | 1:55         |
| 3.                  | «Bleed for Me»                    | 3:20         |
| 4.                  | «And So Is Life»                  | 3:11         |
| 5.                  | «Dismembered»                     | 5:54         |
| 6.                  | «Skin Her Alive»                  | 2:15         |
| 7.                  | «Sickening Art»                   | 3:55         |
| 8.                  | «In Death's Sleep»                | 5:21         |
| 9.                  | «Deathevocation» (Бонусный трек)  | 4:45         |
| 10.                 | «Defective Decay» (Бонусный трек) | 4:03         |
| Общая длительность: | Общая длительность:               | 39:54        |

| №                   | Название                        | Длительность |
| ------------------- | ------------------------------- | ------------ |
| 11.                 | «Torn Apart» (Кавер на Carnage) | 4:43         |
| 12.                 | «Justifiable Homicide»          | 3:17         |
| Общая длительность: | Общая длительность:             | 47:45        |

## Участники записи
Dismember
- Матти Кярки — вокал
- Роберт Сеннебек — гитара
- Давид Блумквист — гитара, гитарное соло в «Override of the Overture»
- Ричард Кабеса — бас-гитара
- Фред Эстбю — ударные, продюсирование, сведение

Приглашённые музыканты
- Нике Андерссон — гитарные соло во всех песнях, за исключением «Override of the Overture»

Произведственный персонал
- Томас Скогсберг — продюсирование, сведение, запись, звукоинженер
- Дэн Сигрейв — обложка
- Готфрид Ярнефорс — фотографии